# Geria
Geria est une commune de la province de Valladolid dans la communauté autonome de Castille-et-León en Espagne.

## Sites et patrimoine
- Église de Nuestra Señora de la Asunción.
- Chapelle del Cristo del Humilladero.